# Депутати ВР Латвійської РСР 2-го скликання
| Прізвище, ім'я, по-батькові           | Де обраний           | Виборчий округ     | Примітка                                                                           |
| ------------------------------------- | -------------------- | ------------------ | ---------------------------------------------------------------------------------- |
| Алейдзан Вікентій Францович           | Даугавпілський повіт | Краславський       | селянин Краславської волості                                                       |
| Александров Олександр Федорович       | Резекненський повіт  | Сакстагальський    | уповноважений міністерства зв'язку СРСР по Латвійській РСР                         |
| Амерік Ернст Янович                   | Резекненський повіт  | Малтський          | міністр кінематографії Латвійської РСР                                             |
| Ансон Родіон Федорович                | Лієпая               | Лієпайський 1-й    | голова Лієпайського міського виконавчого комітету                                  |
| Аугуст Ольга Мартинівна               | Ризький повіт        | Ропазький          | начальник відділу кадрів Ради Міністрів Латвійської РСР                            |
| Аугшкап Ян Петрович                   | Лудзенський повіт    | Істренський        | міністр промисловості будівельних матеріалів Латвійської РСР                       |
| Берклав Едуард Карлович               | Кулдігський повіт    | Салдуський         | 1-й секретар ЦК ЛКСМ Латвії                                                        |
| Біксон Гріета Карлівна                | Кулдігський повіт    | Кулдігський        | селянка Івандської волості                                                         |
| Біте Моніка Янівна                    | Резекненський повіт  | Берзгальський      | селянка Берзгальської волості                                                      |
| Бравін Нікандр Іванович               | Вілякський повіт     | Ругайський         | голова Вілякського повітового виконавчого комітету                                 |
| Брієдіс Петро Янович                  | Лудзенський повіт    | Звіргзденський     | голова Верховної Ради Латвійської РСР                                              |
| Буде Карл Карлович                    | Єкабпілський повіт   | Яунєлгавський      | міністр рибної промисловості Латвійської РСР                                       |
| Бундул-Біркенфельд Мільда Кришівна    | Єкабпілський повіт   | Вієсітський        | 1-й секретар Єкабпілського повітового комітету КП(б) Латвії                        |
| Валескалн Петро Янович                | Даугавпілський повіт | Індрський          | міністр закордонних справ Латвійської РСР                                          |
| Валдман Хедвіга Янівна                | Цесіський повіт      | Цесіський          | вчителька Цесіської 2-ї міської неповної середньої школи                           |
| Ванаг Ян Фріцович                     | Єлгавський повіт     | Ауцський           | міністр землеробства Латвійської РСР                                               |
| Вацієтіс Ернест Янович                | Кулдігський повіт    | Скрундський        | міністр тваринництва Латвійської РСР                                               |
| Венде Юліус Юрійович                  | Лієпайський повіт    | Прієкульський      | голова Лієпайського повітового виконавчого комітету                                |
| Вілкасте Антон Антонович              | Вілякський повіт     | Балтінавський      | селянин Балтінавської волості                                                      |
| Вітт Юліус Адольфович                 | Лудзенський повіт    | Зілупський         | 1-й секретар Лудзенського повітового комітету КП(б) Латвії                         |
| Воржеводов Костянтин Павлович         | Даугавпілський повіт | Прейльський        | голова Даугавпілського повітового виконавчого комітету                             |
| Воробйов Андрій Іванович              | Єкабпілський повіт   | Крустпілський      | начальник Латвійської залізниці                                                    |
| Воронін Федір Миколайович             | Резекненський повіт  | Вілянський         | начальник Політичного управління Прибалтійського військового округу, генерал-майор |
| Ворслов Йосип Юліанович               | Єлгавський повіт     | Єлейський          | 1-й секретар Єлгавського повітового комітету КП(б) Латвії                          |
| Вотчтов Ян Францович                  | Валкський повіт      | Смілтенський       | 1-й секретар Валкського повітового комітету КП(б) Латвії                           |
| Гайле Георгій Янович                  | Рига                 | Ризький 13-й       | директор ризького електротехнічного заводу ВЕФ                                     |
| Гайліс Карл Петрович                  | Ілукстський повіт    | Ілукстський        | секретар партійної колегії ЦК КП(б) Латвії                                         |
| Герасименко Василь Пилипович          | Лієпая               | Лієпайський 5-й    | командувач військами Прибалтійського військового округу, генерал-лейтенант         |
| Гредзен Ріхард Язепович               | Валмієрський повіт   | Руієнський         | голова Валмієрського повітового виконавчого комітету                               |
| Григул Арвід Петрович                 | Валмієрський повіт   | Лімбажський        | письменник, доцент Латвійського Державного університету                            |
| Грінберг Ян Михайлович                | Даугавпілський повіт | Ліванський         | голова Верховного Суду Латвійської РСР                                             |
| Грінфельд Едуард Янович               | Ризький повіт        | Огрський           | селянин Лієлвардської волості                                                      |
| Дамберг Вольдемар Францович           | Мадонський повіт     | Гулбенський        | командир 43-ї гвардійської стрілецької дивізії, генерал-майор                      |
| Деглав Арнольд Фрідріхович            | Рига                 | Ризький 20-й       | голова Ризького міського виконавчого комітету                                      |
| Дріч Євген Язепович                   | Лудзенський повіт    | Карсавський        | селянин Карсавської волості                                                        |
| Дукур Кріш'ян Якович                  | Валмієрський повіт   | Матішський         | селянин Буртнієкської волості                                                      |
| Егер Альфред Миколайович              | Рига                 | Ризький 14-й       | голова робітничого комітету Ризького молочного комбінату                           |
| Елсіс Вілма Кристапівна               | Рига                 | Ризький 16-й       | головний лікар 2-ї Ризької міської поліклініки                                     |
| Жданов Андрій Олександрович           | Рига                 | Ризький 18-й       | секретар ЦК ВКП(б)                                                                 |
| Жук Юхим Панасович                    | Ризький повіт        | Слокський          | міністр паливної промисловості Латвійської РСР                                     |
| Залькалн Теодор Едуардович            | Рига                 | Ризький 10-й       | завідувач кафедрою скульптури, професор Художньої Академії ЛРСР                    |
| Залькалн Ліна Ернестівна              | Цесіський повіт      | Раунський          | 1-й секретар Цесіського повітового комітету КП(б) Латвії                           |
| Зандав Емілія Яківна                  | Єлгавський повіт     | Лієлупський        | голова Лічулаукської сільської ради Гарозької волості                              |
| Зарінь Маріанна Яківна                | Мадонський повіт     | Калснавський       | голова виконавчого комітету Ляудонської сільської ради                             |
| Звайгзне Петро Якович                 | Лієпая               | Лієпайський 4-й    | директор заводу «Сарканайс Металлургс»                                             |
| Звайгзніт Ліна Андріївна              | Валкський повіт      | Валкський          | селянка Лугазької волості                                                          |
| Зеленов Сергій Георгійович            | Даугавпілс           | Даугавпілський 1-й | кандидат історичних наук, пропагандист                                             |
| Зіверт Крістап Інтович                | Мадонський повіт     | Мадонський         | 1-й секретар Мадонського повітового комітету КП(б) Латвії                          |
| Зімел Моніка Казимирівна              | Даугавпілс           | Даугавпілський 3-й | токар Даугавпілського паровозо-вагоноремонтного заводу                             |
| Зобін Лонія Юліївна                   | Єкабпілський повіт   | Єкабпілський       | вчителька, директор неповної середньої школи Абельської волості                    |
| Зоммер Ян Клавович                    | Талсінський повіт    | Талсінський        | голова Талсінського повітового виконавчого комітету                                |
| Зуймач Жан Фріцович                   | Рига                 | Ризький 5-й        | робітник ризького скляного заводу «Саркандаугава»                                  |
| Кажоцінь Берта Томівна                | Бауський повіт       | Барбельський       | секретар Бауського повітового комітету КП(б) Латвії                                |
| Калнберзін Ян Едуардович              | Рига                 | Ризький 15-й       | 1-й секретар ЦК КП(б) Латвії                                                       |
| Калнінь Арвід Янович                  | Бауський повіт       | Ієцавський         | професор Латвійської Сільськогосподарської академії                                |
| Калнінь Арнольд Янович                | Ілукстський повіт    | Бебренський        | начальник Головного управління сільськогосподарської кооперації при РМ ЛРСР        |
| Калнінь Мінна Янівна                  | Айзпутський повіт    | Айзпутський        | директор неповної середньої школи Кіздангської волості                             |
| Карклінь Мірдза Яківна                | Єлгава               | Єлгавський 2-й     | 1-й секретар Єлгавського міського комітету ЛКСМ Латвії                             |
| Кацен Ян Бернгардович                 | Рига                 | Ризький 2-й        | секретар Ленінського районного комітету КП(б) Латвії міста Риги                    |
| Кірхенштейн Август Мартинович         | Рига                 | Ризький 24-й       | голова Президії Верховної Ради Латвійської РСР                                     |
| Кісіс Роберт Янович                   | Мадонський повіт     | Лубанський         | міністр комунального господарства Латвійської РСР                                  |
| Клявінь Олександр Леонтійович         | Вентспілський повіт  | Пілтенський        | 1-й секретар Вентспілського повітового комітету КП(б) Латвії                       |
| Котловський Борис Анатолійович        | Лієпая               | Лієпайський 3-й    | капітан 1-го рангу ВМФ СРСР                                                        |
| Краус Адольф Андрійович               | Даугавпілський повіт | Ізвалтський        | міністр охорони здоров'я Латвійської РСР                                           |
| Лайвінь Вільгельм Янович              | Ризький повіт        | Малпілський        | голова Ризького повітового виконавчого комітету                                    |
| Лаціс Віліс Тенісович                 | Рига                 | Ризький 19-й       | голова Ради міністрів Латвійської РСР                                              |
| Лебедєв Михайло Федорович             | Резекненський повіт  | Галенський         | міністр місцевої промисловості Латвійської РСР                                     |
| Лейван Язеп Гнатович                  | Даугавпілський повіт | Ліксненський       | селянин Науєнської волості                                                         |
| Лейтан Станіслав Станіславович        | Єлгавський повіт     | Добельський        | голова товариства спільної обробки землі «Накотне» Шкібської волості               |
| Леціс Вільгельм Петрович              | Рига                 | Ризький 11-й       | секретар Ризького міського комітету КП(б) Латвії                                   |
| Лубінь Альвіна Карлівна               | Рига                 | Ризький 1-й        | прядильниця ризької фабрики «Засулаука Мануфактура»                                |
| Маз'єціс Олександр Янович             | Тукумський повіт     | Яунпільський       | 1-й секретар Тукумського повітового комітету КП(б) Латвії                          |
| Медінь Яків Юрійович                  | Рига                 | Ризький 9-й        | професор Державної консерваторії Латвійської РСР                                   |
| Межарауп Мартин Бренцович             | Ілукстський повіт    | Скрудалієнський    | голова Ілукстського повітового виконавчого комітету                                |
| Мішутін Олександр Миколайович         | Резекненський повіт  | Макашенський       | прокурор Латвійської РСР                                                           |
| Молотов В'ячеслав Михайлович          | Рига                 | Ризький 12-й       | заступник голови Ради Міністрів СРСР                                               |
| Науменко Микола Федорович             | Тукумський повіт     | Тукумський         | командувач 15-ї повітряної армії, генерал-полковник авіації                        |
| Нейланд Августа Оттівна               | Лієпая               | Лієпайський 2-й    | голова республіканського комітету профспілки комунальних працівників               |
| Ніконов Олександр Олександрович       | Даугавпілський повіт | Вішкський          | секретар ЦК КП(б) Латвії                                                           |
| Новиков Костянтин Олександрович       | Рига                 | Ризький 21-й       | секретар Ризького міського комітету КП(б) Латвії                                   |
| Озолінь Карл Мартинович               | Рига                 | Ризький 23-й       | відповідальний редактор газети «Ціня»                                              |
| Озолінь Ольга Густавівна              | Алуксненський повіт  | Апський            | вчителька Леясціємської неповної середньої школи                                   |
| Озолінь Ян Адольфович                 | Ризький повіт        | Скріверський       | композитор                                                                         |
| Орлов Матвій Іванович                 | Айзпутський повіт    | Павілостський      | 1-й секретар Айзпутського повітового комітету КП(б) Латвії                         |
| Паегле Петро Янович                   | Вілякський повіт     | Балвський          | міністр торгівлі Латвійської РСР                                                   |
| Петерсон Емілія Давидівна             | Вентспілський повіт  | Дундагський        | селянка Анцської волості                                                           |
| Плудон Матіс Янович                   | Талсінський повіт    | Валдемарпілський   | заступник голови Ради Міністрів Латвійської РСР                                    |
| Полікевич Аполонія Янівна             | Рига                 | Ризький 17-й       | робітниця-прядильниця ризької фабрики «Юглас Мануфактура»                          |
| Понасенков Іван Олександрович         | Резекненський повіт  | Каунатський        | голова Резекненського повітового виконавчого комітету                              |
| Пономарьов Микола Олексійович         | Даугавпілський повіт | Дагдський          | заступник секретаря ЦК КП(б) Латвії по промисловості                               |
| Прієде-Берзінь Лілія Давидівна        | Рига                 | Ризький 8-й        | артистка Державного Художнього театру Латвійської РСР                              |
| Прієдіт Вікторія Андріївна            | Валмієрський повіт   | Алойський          | голова Арціємської сільської ради Пальської волості                                |
| Прієже Карл Фріцович                  | Ризький повіт        | Адазький           | секретар Президії Верховної Ради Латвійської РСР                                   |
| Пупур Ян Карлович                     | Рига                 | Ризький 26-й       | заступник голови Ризького міського виконавчого комітету                            |
| Путнінь Ян Петрович                   | Цесіський повіт      | Ранкський          | голова Центральної Ради Профспілок Латвійської РСР                                 |
| Рокке Ріхард Данилович                | Кулдігський повіт    | Кабільський        | голова Кулдігського повітового виконавчого комітету                                |
| Роніс Євген Павлович                  | Єлгава               | Єлгавський 1-й     | заступник голови Ради Міністрів Латвійської РСР                                    |
| Ротберг Ольга Ансівна                 | Талсінський повіт    | Кандавський        | голова виконавчого комітету Дайгонської сільської ради                             |
| Савельєва Єлизавета Петрівна          | Рига                 | Ризький 6-й        | ткаля ризької фабрики «Більшовичка»                                                |
| Сінченко Олексій Петрович             | Даугавпілс           | Даугавпілський 2-й | голова Даугавпілського міського виконавчого комітету                               |
| Сондор Ольга Язепівна                 | Даугавпілський повіт | Атлонський         | селянка Айзкалнської волості                                                       |
| Сталін Йосип Віссаріонович            | Рига                 | Ризький 4-й        | голова Ради Міністрів СРСР                                                         |
| Страутінь Марта Янівна                | Лієпайський повіт    | Гробіньський       | вчителька-директор Перконської початкової школи                                    |
| Табак Арнольд Крист'янович            | Вілякський повіт     | Вілякський         | міністр фінансів Латвійської РСР                                                   |
| Тіс Августа Янівна                    | Ризький повіт        | Сігулдський        | робітниця Лігатненської паперової фабрики                                          |
| Тітов Федір Єгорович                  | Рига                 | Ризький 22-й       | секретар ЦК КП(б) Латвії по кадрах                                                 |
| Трейліб Олександр Максимович          | Резекненський повіт  | Вараклянський      | міністр житлового і цивільного будівництва Латвійської РСР                         |
| Трінклер Ян Янович                    | Єлгавський повіт     | Терветський        | заступник голови Ради Міністрів Латвійської РСР                                    |
| Трукшан Франциска Язепівна            | Лудзенський повіт    | Лудзенський        | селянка Ціблської волості                                                          |
| Упіт Андрій Мартинович                | Тукумський повіт     | Земітський         | народний письменник Латвійської РСР, академік                                      |
| Фрідерман Арнольд Янович              | Рига                 | Ризький 25-й       | голова фабрично-заводського комітету фабрики «Лента»                               |
| Целав Карл Янович                     | Бауський повіт       | Бауський           | заступник голови Ради Міністрів Латвійської РСР                                    |
| Чейпста Ян Гнатович                   | Алуксненський повіт  | Алуксненський      | 1-й секретар Алуксненського повітового комітету КП(б) Латвії                       |
| Чербард Анна Янівна                   | Резекненський повіт  | Резекненський      | директор Резекненського педагогічного технікуму                                    |
| Чероков Віктор Сергійович             | Рига                 | Ризький 3-й        | командир Ризької військово-морської бази, контр-адмірал                            |
| Чуліт Август Тенісович                | Цесіський повіт      | Вецпієбалгський    | міністр державного контролю Латвійської РСР                                        |
| Шиц Карл Лаврович                     | Валмієрський повіт   | Валмієрський       | міністр легкої промисловості Латвійської РСР                                       |
| Шмідт Фрідріх-Олександр Олександрович | Рига                 | Ризький 7-й        | член Президії Академії Наук Латвійської РСР                                        |
| Яблонський Андрій Якович              | Лієпайський повіт    | Дурбський          | міністр юстиції Латвійської РСР                                                    |
| Янсон Едуард Якович                   | Вентспілс            | Вентспілський      | голова Вентспілського міського виконавчого комітету                                |